# TVP Rozrywka
TVP Rozrywka – kanał tematyczny Telewizji Polskiej poświęcony szeroko rozumianej rozrywce, którego emisja rozpoczęła się 15 kwietnia 2013 roku. Pierwszym dyrektorem stacji był Jerzy Kapuściński.

## Historia
Początkowo TVP Rozrywka miał wystartować 1 stycznia 2007 roku, jednak zaniechano tych planów. Kanał 21 listopada 2012 roku otrzymał, wraz z kanałem TVP Dokument, koncesję na nadawanie. Stacja rozpoczęła emisję programu 15 kwietnia 2013 roku o godzinie 6.08.
Stacja wielokrotnie zmieniała miejsce nadawania w naziemnej telewizji cyfrowej. 7 czerwca 2018 roku, w związku z Mistrzostwami Świata w Piłce Nożnej 2018, kanał został zastąpiony w MUX 3 przez TVP Sport nadawany w rozdzielczości standardowej (SD). Po sześciu miesiącach, 22 grudnia 2018 roku TVP Rozrywka wrócił do DVB-T, ale tym razem do MUX 8, w skład którego wszedł również kanał TVP Sport HD (zastąpiony 23 października 2019 roku przez TVP Kultura HD). W związku z emisją pasma Szkoła z TVP w stacjach Telewizji Polskiej od 28 marca do 2 kwietnia 2020 roku kanał był dostępny jednocześnie w MUX 3 i MUX 8, zaś od 2 kwietnia tego samego roku tylko w MUX 3, a w MUX 8 został zastąpiony przez TVP HD (wbrew nazwie emitowany był w jakości SD). 9 czerwca 2020 roku kanał ponownie wszedł w skład MUX 8. 3 września tego samego roku stacja rozpoczęła nadawanie w testowym multipleksie telewizji naziemnej w standardzie DVB-T2 i w kompresji HEVC. 8 marca 2021 roku miejsce kanału na ósmym multipleksie naziemnej telewizji cyfrowej przejęła nowa stacja – TVP Kobieta.
23 lutego 2022 roku kanał TVP Rozrywka rozpoczął nadawanie w jakości HD w ramach testowego multipleksu naziemnej telewizji cyfrowej w standardzie DVB-T2 i w kompresji HEVC, który 1 lutego 2023 roku stał się szóstym multipleksem naziemnej telewizji cyfrowej (MUX 6). 1 czerwca 2023 roku sygnał stacji został udostępniony i można oglądać bezpłatnie w serwisie internetowym i aplikacji TVP VOD.

## Zasięg stacji
Kanał jest dostępny w sieciach kablowych na terenie całego kraju i na platformach satelitarnych m.in. w Vectrze, Polsacie Box, Platformie Canal+ oraz na szóstym multipleksie nadającym w standardzie DVB-T2 i w kompresji HEVC. Stacja wchodziła w skład ósmego multipleksu naziemnej telewizji cyfrowej do marca 2021 roku, gdzie zastąpiono ją nowo powstałym kanałem TVP Kobieta.

## Oferta programowa
Na ramówkę TVP Rozrywka składają się przede wszystkim pozycje powtórkowe z głównych anten Telewizji Polskiej. W jej skład wchodziły bądź wchodzą:
- audycje kabaretowe (m.in. Dzięki Bogu już weekend, Kabaretowy Klub Dwójki[19], Latający Klub 2, La La Poland, Kabaret. Super show Dwójki[20]),
- programy typu talk-show (np. Europa da się lubić. 15 lat później, Ameryka da się lubić, Duże dzieci),
- programy rozrywkowe (m.in. Ale mądrale![19], Anything Goes. Ale jazda!, Czar par, Dance Dance Dance, Dubidu, Mój pierwszy raz, Magiczny świat Luca[21], Śpiewające fortepiany[22], Kocham cię, Polsko!, Kochamy polskie komedie, Jest okazja!, Szansa na sukces[23], The Voice of Poland[23]),
- teleturnieje (np. Postaw na milion[23], Koło Fortuny, Gra słów. Krzyżówka, Va banque, Familiada[23], Najlepszy z najlepszych, Dzieciaki górą!, Jeden z dziesięciu, Jaka to melodia?[23], Giganci historii),
- magazyny kulinarne (np. Makłowicz w podróży[19], Życie od kuchni[23], Okrasa łamie przepisy)
- programy podróżnicze (np. Boso przez świat[19][23], Z Andrusem po Galicji[21], Zakochaj się w Polsce, Podróże z historią)
- inne widowiska (np. Festiwal Cyrkowy w Monte Carlo, archiwalne koncerty).

### Pasma TVP Rozrywka
- Rozrywka retro – archiwalne programy z Poznania, Krakowa i Katowic. Wśród nich są programy, które do tej pory nie były nigdy emitowane na antenie ogólnopolskiej[24].
- Kabaretowa Mapa Polski – powtórki transmisji festiwali kabaretowych (m.in. Festiwal Kabaretu w Koszalinie, Mazurska Noc Kabaretowa)[24]
- Humor w odcinkach – cykl 25-minutowych, cyklicznych programów satyrycznych wybranych z archiwum TVP (m.in. Tygodnik Moralnego Niepokoju, KOC, Badziewiakowie, Gabinet terapii ogólnej, Bardzo ostry dyżur)[22]
- Życie to kabaret – archiwalne programy kabaretowe[19]
- Niezapomniane koncerty – powtórki koncertów z festiwali w Opolu i w Sopocie.

### Programy własne TVP Rozrywka
- À la show (ok. 2014)[22][25]
- Dzięki Bogu już weekend – kulisy na żywo (2014)[22]
- Gwiazdozbiór TVP Rozrywka[21]
- Gwiazdy Rocka (2017)[21][26]
- KabareTOP, czyli kabaretowa lista przebojów (2015–2016)[27]
- KabareTOP Story (ok. 2015–2016)
- Kierunek kabaret (od 2016 do bd.)[21][28]
- Muzeum Polskiej Piosenki, czyli historia jednego przeboju (od 2014 do bd.)[29][25]
- Na festiwalowej scenie (ok. 2017)[21]
- Olga Lipińska zaprasza[30] (2015–2018)
- Szperacze.tv (2014)[22][25]
- W rytmie disco (ok. 2014)[25]
- Zrób sobie gębę (ok. 2014)[22][25]

## Logo
| Okres obowiązywania      | Opis | Ilustracja |
| ------------------------ | --- | ---------- |
| Od 15 kwietnia 2013 roku | Logo TVP, pod nim różowy napis rozrywka (na ekranie biały w prawym górnym rogu). Od 15 lutego 2022 roku logo jest mniejsze. |            |

Na czas żałoby narodowej logo przybiera kolor czarny.